# Hrabstwo Jefferson Davis
Hrabstwo Jefferson Davis (ang. Jefferson Davis County) – hrabstwo w stanie Missisipi w Stanach Zjednoczonych. Obszar całkowity hrabstwa obejmuje powierzchnię 409,10 mil² (1059,56 km²). Według szacunków United States Census Bureau w roku 2009 miało 12 543 mieszkańców.
Hrabstwo powstało w 1906 roku.

## Miejscowości
- Bassfield
- Prentiss[4]

| Populacja hrabstwa w poprzednich latach | Populacja hrabstwa w poprzednich latach |
| Rok                                     | Liczba ludności                         |
| --------------------------------------- | --------------------------------------- |
| 1980                                    | 13 892                                  |
| 1990                                    | 14 051                                  |
| 2000                                    | 13 962                                  |
| 2005                                    | 13 158                                  |